# Shinbutsu shūgō

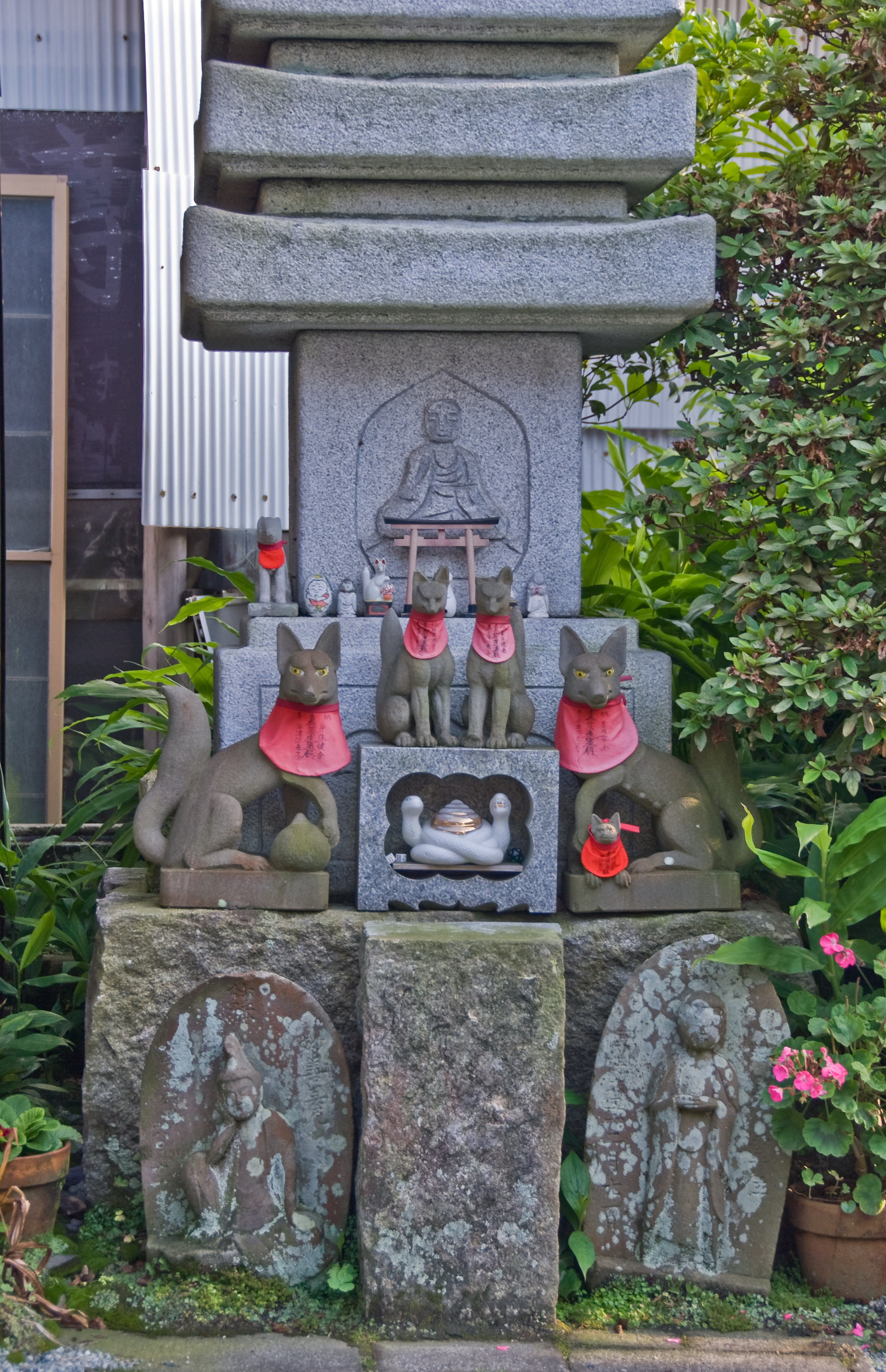
Zorros sagrados para el kami sintoísta Inari, un torii, una pagoda de piedra budista y figuras budistas juntas en Jōgyō-ji, Kamakura.

Shinbutsu-shūgō (神仏習合, "sincretismo de kami y budas"), también llamado Shinbutsu-konkō (神仏混淆, "mezcla" o "contaminación de kami y budas"), es el sincretismo del sintoísmo y el budismo que fue la única religión organizada de Japón hasta el periodo Meiji. A partir de 1868, el nuevo gobierno Meiji aprobó una serie de leyes que separaban el culto nativo japonés a los kami, por un lado, y el budismo, que lo había asimilado, por otro.
Cuando el budismo fue introducido desde China en el periodo Asuka (siglo VI), los japoneses trataron de conciliar las nuevas creencias con las más antiguas del sintoísmo, asumiendo que ambas eran verdaderas. Como consecuencia, los templos budistas (寺, tera) se unieron a los santuarios sintoístas locales (神社, jinja) y viceversa y se dedicaron tanto a los kami como a los budas. La religión local y el budismo foráneo nunca llegaron a fusionarse del todo (a diferencia de lo que sucedió con la tradición Bön en el Tíbet), pero permanecieron inextricablemente unidos hasta nuestros días a través de la interacción. La profundidad de la influencia del budismo en las creencias religiosas locales puede verse en gran parte del vocabulario conceptual del sintoísmo e incluso en los tipos de santuarios sintoístas que se ven hoy en día. Los grandes salones de culto y las imágenes religiosas son, a su vez, de origen budista. La separación formal entre el budismo y el sintoísmo no se produjo hasta finales del siglo XIX; sin embargo, en muchos aspectos, la mezcla de ambos continúa.
El propio término shinbutsu shūgō se acuñó durante los primeros años de la era moderna (siglo XVII) para referirse a la amalgama de kami y budas en general, en contraposición a corrientes específicas dentro del budismo que hacían lo mismo, por ejemplo Ryōbu Shintō y Sannō Shintō. El término puede tener una connotación negativa de bastardía y aleatoriedad. Es una frase yojijukugo.